# Ирклиевский район
Ирклиевский район (укр. Іркліївський район) — район, существовавший в Золотоношском и Черкасском (Шевченковском) округах, Киевской, Полтавской и Черкасской областях Украинской ССР в 1923—1959 годах. Центр — село Ирклиев.

## История
Ирклиевский район был образован в 1923 года в составе Золотоношского округа Полтавской губернии УССР. В 1925 году был передан в состав Черкасского округа.
15 сентября 1930 года в связи с упразднением округов Ирклиевский район перешёл в прямое подчинение УССР.
27 февраля 1932 года Ирклиевский район был отнесён к Киевской области. 22 сентября 1937 года он был передан в новую Полтавскую область, а 7 января 1954 — в новую Черкасскую область.
К 1 сентября 1946 года район включал 26 сельсоветов: Бузьковский, Васютинский, Воронинский, Демковский, Загородищенский, Ирклиевский, Котловский, Крутьковский, Лихолетский, Лящевский, Мельниковский, Митьковский, Мойсинский, Москаленковский, Мутыховский, Налесновский, Першотравневский, Пищиковский, Ревбинский, Самовицкий, Скородостицкий, Старовский, Староковрайский, Червоненский, Червонохижинецкий и Чеховский.
12 ноября 1959 года Ирклиевский район был упразднён.

## Население
По данным переписи 1939 года в Ирклиевском районе проживало 43 448 чел., в том числе украинцы — 95,0 %, русские — 3,8 %.

## СМИ
В районе с 1935 года издавалась на украинском языке газета «Більшовицька правда» (Большевистская правда), в 1952 она сменила название на «Прапор комунізму» (Знамя коммунизма).